# 梅田バナナホール
梅田バナナホール（うめだバナナホール、Umeda Banana Hall）は、1981年（昭和56年）オープンの大阪を代表する老舗のライブハウスである。

## 概要
大阪キタの中心地梅田に位置し、関西のインディーズバンドや音楽ファンにとって一種の登竜門として存在し、年間約6万人が訪れる人気ライブハウスだった。
プロ・アマチュアを問わず、ジャンルもポップ、ロック、ブルース、ジャズ、フォーク、民族音楽と幅広く受け入れ、多くのミュージシャンの通り道、また人気の火付け役にもなった。近年では、お笑いのライブなども行われた。
通常、ライブハウスでは客席とステージの間に安全のための柵が立てられるが、バナナホールでは柵のかわりに樽がいくつか置かれており、バナナホールの名物とも言われた。時にはステージに立つ音楽家がこの樽の上に乗り、パフォーマンスを繰り広げた。
2007年（平成19年）9月17日に閉館し、約26年間の歴史の幕を閉じたが、2017年（平成29年）4月1日、旧ホールと同じ北区堂山町地内の別の場所に移転して再オープン、約9年半ぶりに復活した。
なお、旧バナナホール跡地には2009年9月にライブハウス「umeda AKASO」がオープン、2017年4月1日には「umeda TRAD」と改称して営業を続けていたが、賃貸借契約満了のため2024年10月31日をもって閉館することが発表された。

## 歴史
- 1981年（昭和56年）12月 - 当時ほとんどなかった「大阪から新しい音楽を発信できる場所」を目指し北区堂山町16-3にオープン。
- 2004年（平成16年）12月 - 親会社の経営不振により存続の危機に。
- 2005年（平成17年）
  - 8月 - 親会社の貸しビル会社が倒産、店舗はIT企業のイーディーコントライブ（以下、ED社）に売却。
  - 9月 - ED社に家賃を支払って営業を継続。
  - 12月 - ED社から建物を建て替えネット配信が出来るクラブに改装する話が持ち上がる。
- 2006年（平成18年）
  - 2月 - バナナホールの運営関係者らによって「存続を求める会」が結成され、約10日間で12,000人を超える署名を集める。
  - 3月28日 - ED社との最終交渉で決裂。
  - 4月9日 - 曽我部恵一BANDの公演を最後に休業決定。しかしラストライブ以降もバナナホール存続を求める「篭城ライブ」が無料で開催される。
  - 4月21日 - バナナホールに対し「建物明渡断行仮処分命令申立」の仮処分裁判を起こす。
  - 5月25日 - 3回目の審尋が行われ、ED社が訴えを取り下げる。
  - 6月14日 - ED社が建物の明け渡しを求める訴訟を大阪地裁に起こす。
- 2007年（平成19年）
  - 8月31日 - 大阪地裁がED社の請求通り、ホール側に明渡しを命じる。
  - 2007年9月17日 - 「篭城ライブ」のラスト公演が行われ、閉館となる。
- 2009年（平成21年）9月 - 跡地に新たなライブハウス『umeda AKASO』がオープン（2017年4月1日に『umeda TRAD』と改称）。
- 2017年（平成29年）4月1日 - 北区堂山町1-21にてバナナホールが再オープン。
- 2018年（平成30年）1月18日 - バナナホールの高木健至代表が逝去[5]。

## 施設概要

### 旧ホール
フロア内に柱がないため、ステージは見やすく、天井が高く開放感がある。楽屋の入口は低く狭い。
- オールスタンディング（約650人）、シーティング、自由なレイアウトが可能
- 所在地 - 大阪市北区堂山町16-3 OFCビル1F
- 最寄り駅 - JR大阪駅・北新地駅、阪神・阪急・地下鉄御堂筋線梅田駅、地下鉄谷町線東梅田駅・中崎町駅、地下鉄四つ橋線西梅田駅

### 新ホール
- 500人（オールスタンディング）・250人（椅子）・約130人（テーブル席）
- 所在地 - 大阪市北区堂山町1-21 モンテビルB1F
- 最寄り駅 - 阪急大阪梅田駅から徒歩7分、JR大阪駅から徒歩8分、Osaka Metro 谷町線東梅田駅から徒歩7分、御堂筋線梅田駅から徒歩8分、谷町線中崎町駅から徒歩約6分

## ステージに立った音楽家等
- 浅香唯
- 東野純直
- 荒井麻珠
- 有山じゅんじ
- INSPi
- 上田正樹
- 植村花菜
- 大槻ケンヂ
- 小川恵理子
- 尾崎豊
- 小谷美紗子
- カーネーション
- 影山ヒロノブ
- 嘉門達夫
- KAN
- キダ・タロー
- 餃子大王
- 麒麟
- グレートチキンパワーズ
- GRAPEVINE
- コブクロ
- 斉藤和義
- suspended 4th
- SALLY
- サンボマスター
- JITTERIN'JINN
- 島田洋七
- シャ乱Q
- THE STREET SLIDERS
- スガシカオ
- SPARKS GO GO
- ソウル・フラワー・ユニオン
- 曽我部恵一
- つじあやの
- 椿屋四重奏
- TM NETWORK
- De-LAX
- 堂島孝平
- 時任三郎
- ドミンゴス
- 友川かずき
- ナガオクミ
- 中島らも
- 中村あゆみ
- 2丁拳銃
- 野村義男
- バッファロー吾郎
- バナナマン
- BUMP OF CHICKEN
- BEGIN
- ビリケン
- 広沢タダシ
- Theピーズ
- 藤井尚之
- フラワーカンパニーズ
- THE BLUE HEARTS
- Baby Boo
- BO GUMBOS
- BOØWY
- ポルノグラフィティ
- 松原みき
- 円広志
- もんたよしのり
- 野狐禅
- やしきたかじん
- 矢野絢子
- 山崎まさよし
- 憂歌団
- リリー・フランキー
- ルースターズ
- LOOPUS
- レベッカ
- Rev. from DVL
- ワタナベイビー
- 渡辺真知子
- 笑い飯

その他多数（一覧は五十音順）